# Pablo Sánchez
Pablo Andrés Sánchez (Rosario, 3 de janeiro de 1973) é um jogador de futebol argentino. Ele é também conhecido como Pablo "Vitamina" Sánchez.
Bastante habilidoso, joga na posição de volante e meio campista. É conhecido pela imprensa e torcida pelo carinhoso apelido de Vitamina. O jogador atribui este apelido ao fato que sempre tomou regularmente muitas vitaminas para manter o seu vigor físico e vitalidade dentro de campo. De fato é um jogador bastante admirado pela sua garra e dedicação dentro de campo, além de invejável preparo físico o que o tornou um grande ídolo da torcida do Rosario Central.

## Carreira no futebol
Iniciou sua carreira no Club Atlético Rosario Central (Argentina), seu clube do coração, na temporada de 1992/93. Após 3 temporadas, se tornou grande ídolo dos "Canallas" com o seu futebol extremamente técnico e aguerrido, e em 1995, ganhou a Copa Conmebol (precursora da atual Copa Sul-Americana) com o clube rosarino. Logo de esse sucesso, resolveu em 1996 aventurar-se no futebol europeu pelo Feyenoord da Holanda. Em sua primeira temporada no clube de Roterdã formou uma combinação perfeita com o craque Henrik Larsson e em sua segunda temporada não foi muito bem aproveitado. 
Foi em seguida  emprestado ao Deportivo Alavés da Espanha, onde jogou a Primeira Divisão. Depois retornou à Argentina em 1999 e depois de uma rápida passagem pelo Gimnasia y Esgrima de La Plata assinou novamente com o clube Rosarino em 2000. 
Depois de alguns anos no Rosario Central deixou o clube em 2005, e assinou com o Quilmes, também da Argentina. No jogo seguinte do Rosario com o Quilmes foi surpreendido com uma comovente homenagem. Foi ovacionado e calorosamente apalaudido pelos 40 000 espectadores que compareceram ao espetáculo.. Na temporada de 2006 foi especulada a sua transferência para um clube brasileiro, provavelmente o Náutico mas a negociação não se concretizou por pequenos detalhes.
Sánchez teve um passo curto de 16 jogos como treindador do time de Bánfield, no torneio Clausura 2007, onde reemplaçou a o Patricio Hernández na condução da equipa. em 2008 foi treinador do time principal de Rosario Central e em 209 esteve como treinador do Oriente Petrolero.